# Rygmarv
Rygmarven (medulla spinalis ) findes i hvirvelkanalen i rygsøjlen. Rygmarven afgiver nerver til muskler i kroppen, og modtager nerver fra hud, led og muskler.
Opad går rygmarven over i den forlængede marv (medulla oblongata)
Her dannes der bl.a. prostaglandiner.

## se også
- Lumbalpunktur

| Anatomi | Spire Denne artikel om anatomi er en spire som bør udbygges. Du er velkommen til at hjælpe Wikipedia ved at udvide den. |